# Love Is for Suckers
| Оценки критиков                  | Оценки критиков |
| Источник                         | Оценка          |
| -------------------------------- | --------------- |
| AllMusic                         | [ 2 ]           |
| Collector's Guide to Heavy Metal | 4/10            |
| Los Angeles Times                | [ 4 ]           |
| The Record                       | [ 5 ]           |

Love Is for Suckers (с англ. — «Любовь — для неудачников») — пятый студийный альбом американской хэви-метал-группы Twisted Sister, изданный в 1987 году.
После коммерческого провала альбома Come Out and Play, который занял лишь 95 место в хит-параде UK Albums Chart Twisted Sister покинул ударник Эй Джей Перо. Лидер группы Ди Снайдер хотел записать сольный альбом, но под давлением со стороны руководства Atlantic Records согласился сделать ещё одну запись Twisted Sister. Перо был заменён сессионным барабанщиком Джо Франко. На Love Is for Suckers коллектив сделал попытку изменить своё звучание в сторону глэм-метала. Коммерчески, альбом получился более успешным, чем его предшественник, достигнув 57 строчки в UK Albums Chart. Ди Снайдер, по собственному признанию, остался доволен многими песнями, но критики и поклонники группы крайне низко оценили новое звучание. Через два дня после окончания тура в поддержку пластинки Снайдер объявил о роспуске Twisted Sister. Love Is for Suckers стал последним альбомом коллектива с оригинальным материалом, после него появился только перезаписанный вариант Stay Hungry (с несколькими новыми песнями) и рождественский альбом A Twisted Christmas, а также несколько концертных записей и сборников.
Обозреватель AllMusic Грэг Прато в своей рецензии выделил песни «Hot Love», «Love Is for Suckers» и «Tonight», но в целом назвал альбом «умирающим так же быстро, как и его предшественник [Come Out and Play]». Одну из немногих положительных оценок альбому дала критик Los Angeles Times Шэрон Ливетен. Она написала, что Love Is for Suckers — это «чертовски хороший альбом», <…> «его гитарные партии кричащи, но без позёрства», <…> «шаткая ритм-секция укреплена новым барабанщиком», <…> «Ди Снайдер как всегда насмешлив», <…> «чувство юмора, которое всегда отличало Twisted Sister от других хард-рок групп, осталось неизменным».

## Список композиций
Слова и музыка всех песен — Ди Снайдера, за исключением «Love Is for Suckers» — Снайдер в соавторстве с Марки Картером — и «I Want This Night (To Last Forever)» — Снайдер совместно с Марком Таннером и Марти Вагнером.
| №   | Название                              | Длительность |
| --- | ------------------------------------- | ------------ |
| 1.  | «Wake Up (The Sleeping Giant)»        | 4:19         |
| 2.  | «Hot Love»                            | 3:28         |
| 3.  | «Love Is for Suckers»                 | 3:25         |
| 4.  | «I’m So Hot for You»                  | 4:05         |
| 5.  | «Tonight»                             | 3:51         |
| 6.  | «Me and the Boys»                     | 3:52         |
| 7.  | «One Bad Habit»                       | 3:18         |
| 8.  | «I Want This Night (To Last Forever)» | 4:18         |
| 9.  | «You Are All That I Need»             | 4:17         |
| 10. | «Yeah Right»                          | 3:14         |

Переиздание
| №   | Название                  | Длительность |
| --- | ------------------------- | ------------ |
| 11. | «Feel Appeal»             | 3:19         |
| 12. | «Statutory Date»          | 3:11         |
| 13. | «If That’s What You Want» | 4:25         |
| 14. | «I Will Win»              | 3:29         |

## Участники записи
- Ди Снайдер — вокал
- Эдди Охеда — соло-гитара, ритм-гитара, бэк-вокал
- Джей Джей Френч — соло-гитара, ритм-гитара, бэк-вокал
- Марк Мендоса — бас-гитара, бэк-вокал
- Джо Франко — ударные, перкуссия

Приглашённые музыканты
- Реб Бич — гитара
- Бау Хилл — клавишные, бэк-вокал
- The New West Horns — горны
- Джимми Челфэнт — бэк-вокал
- Стив Уайтман — бэк-вокал
- Кип Вингер — бэк-вокал

## Позиции в чартах
| Страна         | Позиция |
| -------------- | ------- |
| Великобритания | 57      |
| Германия       | 59      |
| Норвегия       | 11      |
| США            | 74      |
| Швейцария      | 17      |
| Швеция         | 43      |